# Bischofshofen
Bischofshofen (tyskt uttal: [bɪʃɔfsˈhoːfn̩]
 ( lyssna)) är en stad och kommun i förbundslandet Salzburg i Österrike. Kommunen har 10 751 invånare (2024), på en yta av 49,61 km².
Staden är en av arrangörerna för tysk-österrikiska backhopparveckan tillsammans med Garmisch-Partenkirchen, Oberstdorf och Innsbruck.

## Indelning
Kommunen består av nio orter (Ortschaften) (inom parentes invånarantal 1 januari 2024):

- Alpfahrt (141)
- Bischofshofen (7 810)
- Buchberg (407)
- Gainfeld (87)
- Haidberg (88)
- Kreuzberg (329)
- Laideregg (492)
- Mitterberghütten (1 327)
- Winkl (70)